# Samuel Cohen (componist)

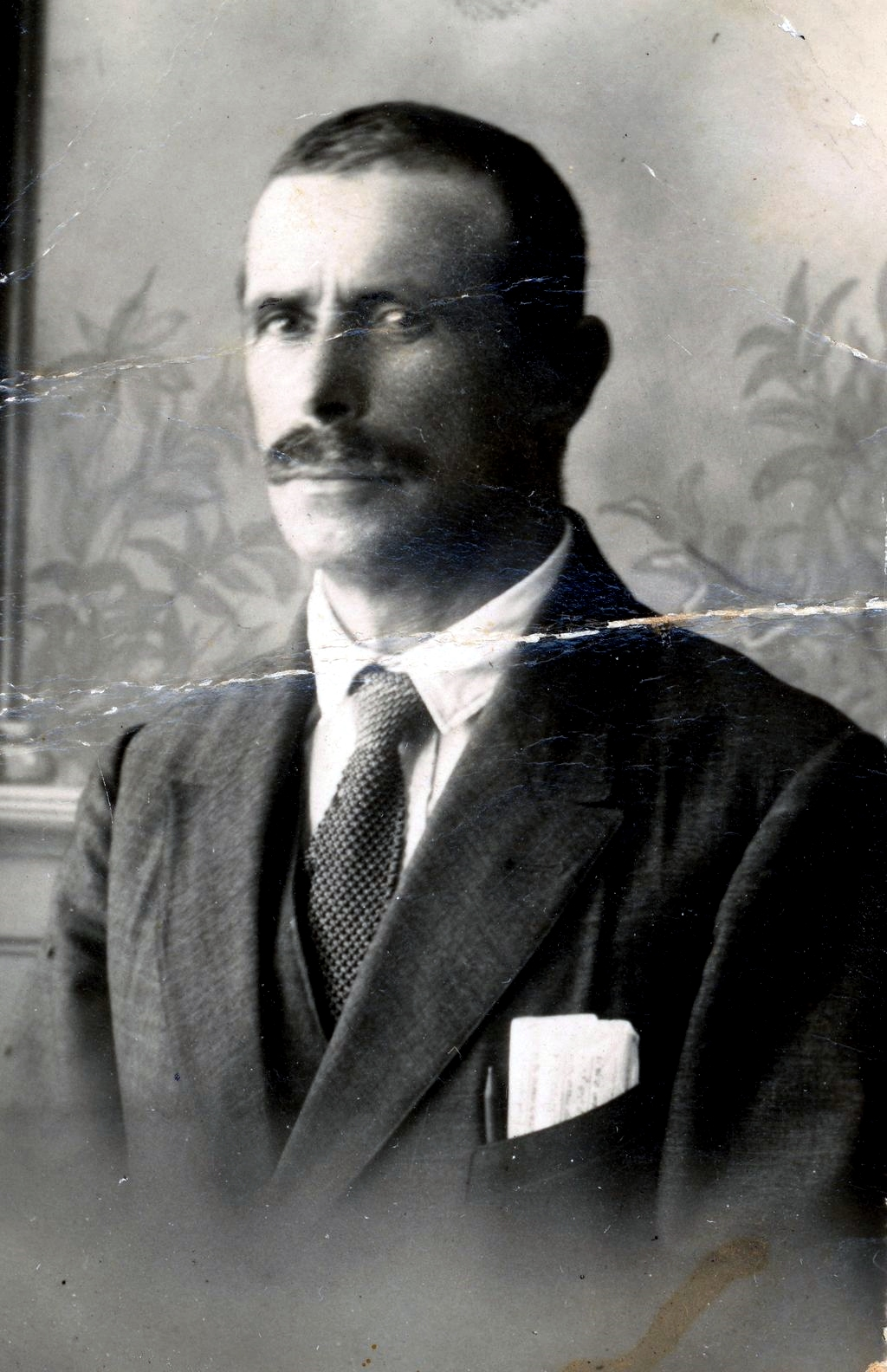
Samuel Cohen

Samuel (Shmuel) Cohen (1870 - 1940) was een Joods-Palestijnse componist en heeft de melodie van het Hatikwa, het officiële volkslied van Israël, gecomponeerd.
Samuel Cohen emigreerde in 1878 met zijn familie vanuit Bessarabië, het huidige Moldavië, naar het toenmalige Palestina en vestigde zich in Rishon Lezion.